# Oeam
Oeam (koreanisch 외암마을) ist ein historisches Dorf aus der Zeit der Joseon-Dynastie im mittleren Westen von Südkorea.

## Geographie
Das Dorf befindet sich rund 5,5 km südlich des Stadtzentrums von Asan (아산시) in der Landgemeinde Songak-myeon (송악면), der Provinz Chungcheongnam-do (충청남도). Cheonan (천안시), als weitere größere Stadt, liegt rund 14 km in nordöstlicher Richtung und der zweiarmige Stausee Songakjeosuji (송악저수지), dessen Arme je eine Länge von rund 1,5 km aufweisen, befindet sich mit 2 km in südwestlicher Reichweite.
Die Dorfanlage besitzt eine Ausdehnung von rund 820 m Länge in Ost-West-Richtung und misst an seiner breitesten Stelle rund 320 m. Zu erreichen ist Oeam über den Asan umgebenden Autobahnring (Expressway 21), mit der Abfahrt auf die Schnellstraße 39 in Richtung Songak-myeon, Ausfahrt Oeam-ri.

## Geschichte
Im Januar 2000 bekam die gesamte Dorfanlage von der südkoreanischen Regierung den Status eines historisch wertvollen Dorfes verliehen und wurde als bedeutendes Kulturgut unter der Nummer 236 registriert. Am 11. März 2011 wurde das Dorf in die sogenannten Tentative List der UNESCO aufgenommen. Damit unterstrich die koreanische Regierung ihren Willen, die historische Stätte als Weltkulturerbe nominieren zu lassen.

## Gebäude und Dorfanlage
Das Dorf besitzt eine typische Anlage einer ländlichen Gemeinde aus der Joseon-Zeit (1392–1910). Nach mündlichen Überlieferungen soll das Dorf vor über 500 Jahren von Yi Sa-jong (이사정), einem Klanmitglied der Yi-Familie, von Yean kommend angelegt worden sein und sich seither als Dorf dieses Familienklans entwickelt haben. Es besitzt über 80 Gebäudekomplexe. Im Jahr 2011 zählte das Dorf 192 Einwohner über 69 Haushalte verteilt, wovon 38 Haushalte die Farmwirtschaft als Einkommensgrundlage hatten.
Mehr als die Hälfte der Häuser des Dorfes sind mit Stroh gedeckt und die Grundstück um die Anwesen mit Steinmauern umgeben. Die Steine waren zumeist von den Feldern entfernt und für den Bau der Mauern verwendet worden. Aus diesem Grund besteht das Mauerwerk auch aus Steinen unterschiedlicher Größen. Auch die Felder der Bauern sind mit Steinmauern eingefasst worden, dadurch sich das Dorf von anderen vergleichbaren Dorfanlagen unterscheidet.
Eine weitere Besonderheit des Dorfes stellt die Herstellung von Yeonyeopju (연엽주), einer Art Wein dar, dessen Herstellungstechnik in dem Dorf über Generationen weitergegeben wurde.

Historisches Dorf Oeam
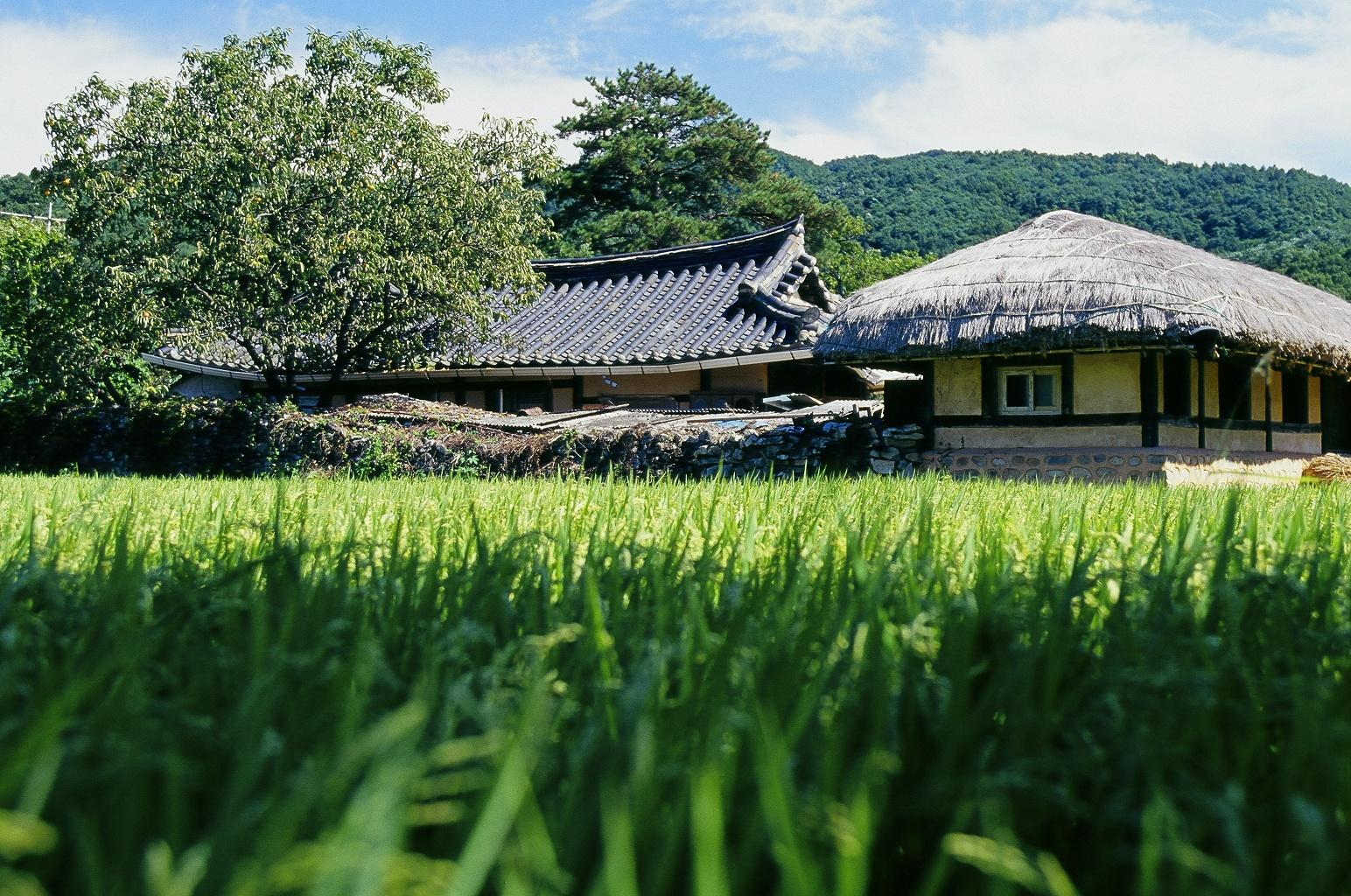
Hanok-Häuser vom Feld aus gesehen
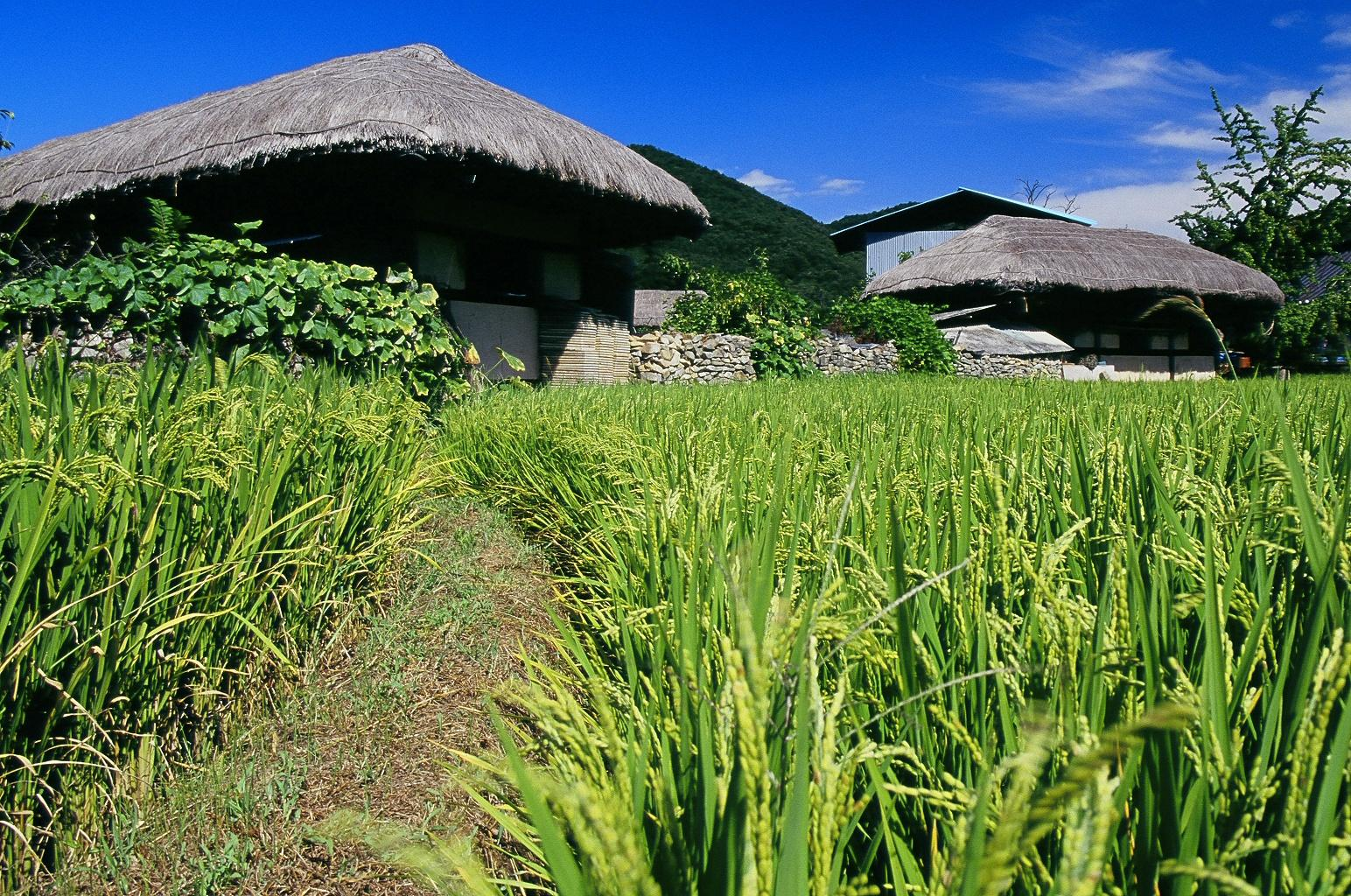
Strohgedeckte Häuser vom Feld aus gesehen
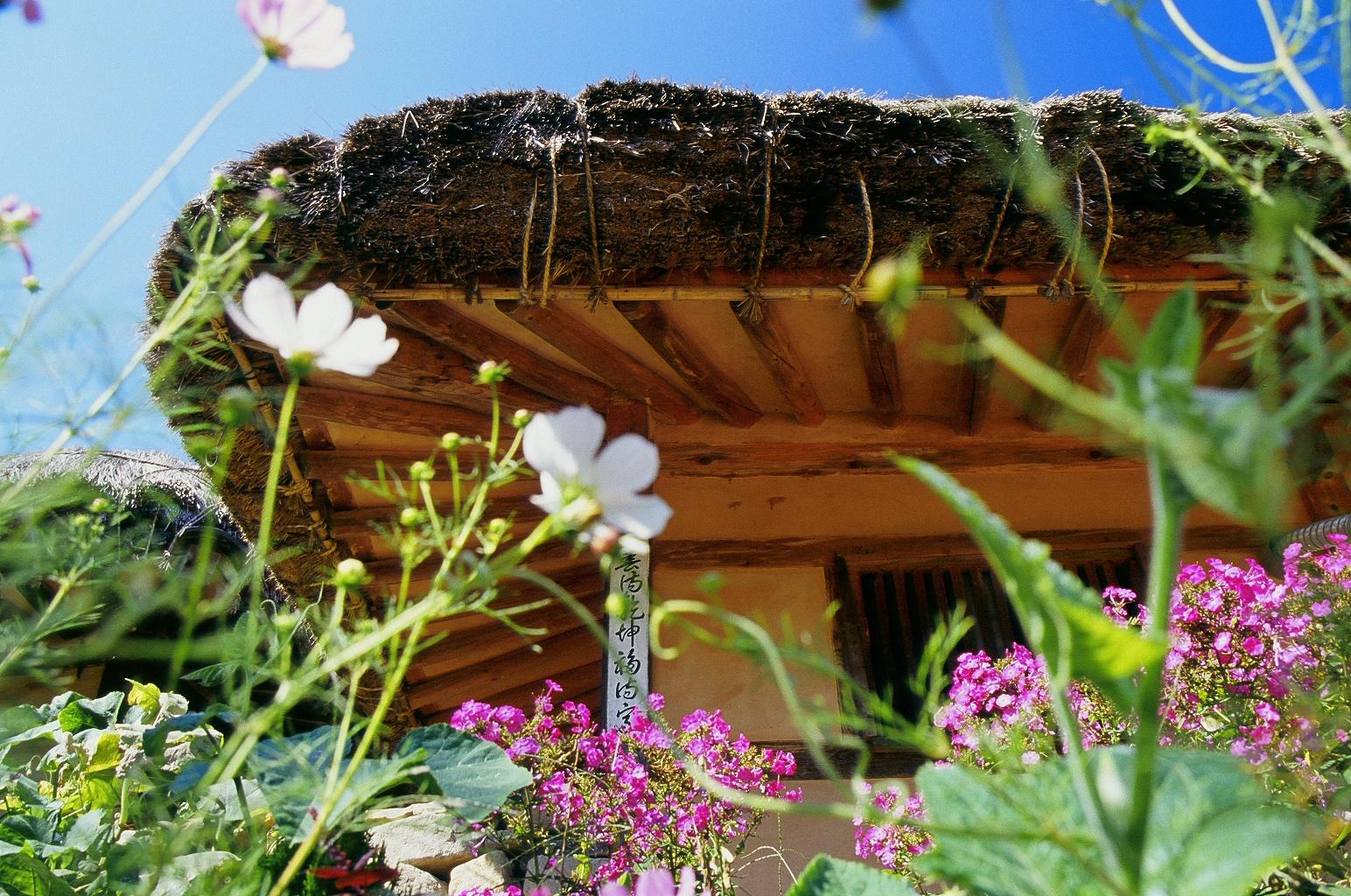
Blumengarten mit Sicht unter ein Dach
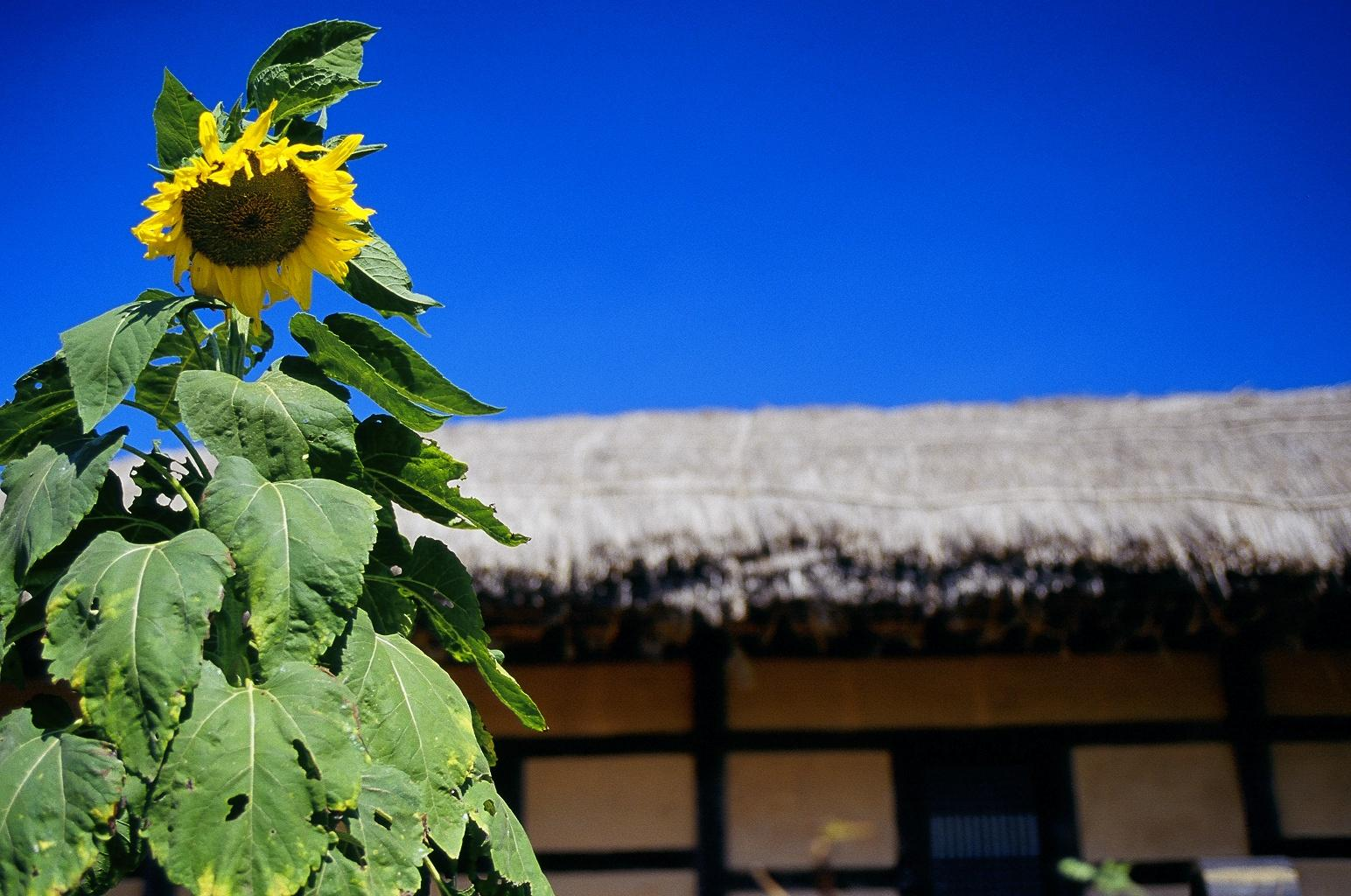
Sonnenblume